# Hermann A. Eplée
Hermann A. Eplée (* 5. Dezember 1908 in Mitau; † 30. April 1973) war ein deutscher Politiker (CDU).

## Leben und Beruf
Nach dem Schulbesuch nahm Eplée ein Hochschulstudium auf, das er mit der Prüfung zum Diplom-Kaufmann abschloss. Anschließend war er von 1936 bis 1939 im Hotel- und Gaststättengewerbe sowie in kaufmännischen Betrieben tätig. Von 1941 bis 1945 nahm er als Soldat am Zweiten Weltkrieg teil und geriet zuletzt in Gefangenschaft.
Nach seiner Rückkehr aus der Kriegsgefangenschaft siedelte Eplée als Heimatvertriebener aus dem Baltikum nach Westdeutschland über und ließ sich in Niedersachsen nieder. Er arbeitete zunächst als Sekretär für einen britischen Kreisgouverneur, ehe er 1950 eine Beamtentätigkeit im Bundesministerium für Vertriebene, Flüchtlinge und Kriegsgeschädigte aufnahm.

## Partei
Eplée war seit 1947 Mitglied der CDU. Bis 1952 war er Vorsitzender des Landesvertriebenenausschusses Niedersachsen und von 1954 bis 1958 Vorsitzender des CDU-Landesverbandes Oder/Neiße, einer parteiinternen Vertriebenenorganisation.

## Abgeordneter
Eplée war von 1947 bis 1951 Ratsmitglied der Stadt Soltau und gleichzeitig Kreistagsabgeordneter. 1948/49 war er Mitglied des Wirtschaftsrates der Bizone. Er gehörte dem Deutschen Bundestag vom 16. Januar 1953, als er für den verstorbenen Abgeordneten Bernardus Povel nachrückte, bis zum Ende der Legislaturperiode wenige Monate später und wieder seit 8. September 1958 an, als er für Franz Meyers nachrückte, der nach seiner Wahl zum nordrhein-westfälischen Ministerpräsidenten aus dem Bundestag ausschied. Nach dem Ablauf der Legislaturperiode 1961 war Eplée nicht mehr im Bundestag vertreten.